# 3729 Yangzhou
3729 Yangzhou eller 1983 VP7 är en asteroid i huvudbältet som upptäcktes den 1 november 1983 av Purple Mountain-observatoriet i Nanjing, Kina. Den är uppkallad efter den kinesiska staden Yangzhou.
Asteroiden har en diameter på ungefär 12 kilometer och den tillhör asteroidgruppen Eunomia.